# Logiczny typ danych
Typ logiczny, typ boolowski (ang. boolean) – uporządkowany zbiór wartości logicznych, składający się z dokładnie dwóch elementów: prawda (true, 1, +) i fałsz (false, 0, -), wraz z towarzyszącymi im zdefiniowanymi operatorami standardowymi.
Nazwa pochodzi od angielskiego pioniera logiki, matematyka George'a Boole'a.

## Zastosowanie
Typ logiczny stosuje się jako:
- wynik funkcji (zachodzi, bądź nie zachodzi),
- flagę,
- warunek instrukcji warunkowej,
- warunek wyjścia/kontynuowania pętli,
- warunek wykonania skoku.

### Różnice pomiędzy typem logicznym a typem liczbowym
Ze względu na to, iż każdą funkcję logiczną da się zapisać funkcją dającą jako wynik liczbę naturalną (fałsz - 0, prawda - liczba większa od zera), zaś operatory logiczne da się zapisać za pomocą mnożenia i dodawania, w niektórych językach programowania, np. w C (do C99), typ logiczny nie występował. Są jednak przyczyny, dla których typ logiczny jest stosowany:
- brak zakresu (nie ma efektu przekroczenia zakresu poprzez sumowanie dwóch warunków prawdziwych),
- oszczędność pamięci,
- większa czytelność kodu.

## Typy logiczne w językach programowania
| Języki programowania                    | Typ logiczny |
| --------------------------------------- | ------------ |
| C (od C99), C++, C#, Python             | bool         |
| Pascal, Object Pascal/Delphi, Java, Lua | boolean      |

## Przykłady zastosowania

### Pascal
```
{ definicja zmiennej typu logicznego }

var

    
zmienna_log
 
:
 
Boolean
;

{ deklaracja funkcji zwracającej typ logiczny }

function
 
parzysta
(
l
 
:
 
Integer
)
 
:
 
Boolean
;

begin

    
parzysta
 
:=
 
((
l
 
mod
 
2
)
 
=
 
0
)
;

end
;

{ użycie powyższych w programie }

begin

    
zmienna_log
 
:=
 
parzysta
(
4
)
;

end
.

```

### C99
```
#include
 
<stdbool.h>

int
 
main
()

{

    
bool
 
b
 
=
 
false
;

    
b
 
=
 
true
;

}

```

### C++
Przykłady konwersji między bool a innymi typami:
```
#include
 
<string>

int
 
main
()

{
 

    
using
 
std
::
string
;
 

    
// niejawne konwersje do bool

    
bool
 
a
 
=
 
'a'
;
               
// char -> bool  [true]

    
bool
 
b
 
=
 
0.0
;
               
// double -> bool  [false] 

    
bool
 
c
 
=
 
-1
;
                
// int -> bool  [true]

    
bool
 
d
 
=
 
0
;
                 
// int -> bool  [false]

    
bool
 
e
 
=
 
&
a
;
                
// bool * -> bool  [true]

    
bool
 
f
 
=
 
&
string
::
clear
;
    
// void (string::*)() -> bool  [true] 

   

    
// niejawne konwersje z bool

    
int
 
i
 
=
 
false
;
              
// bool -> int  [0]

    
double
 
j
 
=
 
true
;
            
// bool -> double  [1.0]

}

```

### C#
```
using
 
System
;

namespace
 
TypLogiczny

{

    
public
 
class
 
Parzysta

    
{

        
//metoda zwracająca typ logiczny:

        
// true (prawda), jeśli liczba podana jako argument jest parzysta,

        
// false (fałsz) w przeciwnym przypadku.

        
static
 
bool
 
CzyParzysta
(
int
 
i
)

        
{

            
return
 
(
i
 
%
 
2
)
 
==
 
0
;

        
}

        
static
 
void
 
Main
()

        
{

            
for
(
int
 
i
 
=
 
0
;
 
i
 
<=
25
;
 
i
++
)

            
{

                
if
(
CzyParzysta
(
i
))
 
//wartość logiczna jako warunek instrukcji warunkowej if

                
{

                    
Console
.
WriteLine
(
"Liczba {0} jest parzysta"
,
 
i
);

                
}

                
else

                
{

                    
Console
.
WriteLine
(
"Liczba {0} jest nieparzysta"
,
 
i
);

                
}

            
}

        
}

    
}

}

```

### PHP
```
function
 
returnbool
(
$arg
)
 
{
 
return
 
!!
$arg
;
 
}

$b
 
=
 
returnbool
(
1
);
 
// zwraca prawdę (true)

// tak; true jest równoznaczne z 1

echo
 
'Test 1: '
,
 
(
$b
 
==
 
1
)
 
?
 
'tak'
 
:
 
'nie'
,
 
'<br />'
;

// nie; true nie jest identyczne z 1

echo
 
'Test 2: '
,
 
(
$b
 
===
 
1
)
 
?
 
'tak'
 
:
 
'nie'
,
 
'<br />'
;

```

### Java
```
class
 
LogicDataType
{

  
public
 
static
 
void
 
main
(
String
[]
 
args
){

    
boolean
 
a
 
=
 
true
,
 
b
 
=
 
false
;

    
System
.
out
.
println
(
"\"a\" wynosi "
 
+
 
a
 
+
 
", natomiast \"b\" wynosi "
 
+
 
b
 
+
 
'.'
);

  
}

}

```

### Delphi XE2/Object Pascal
```
unit
 
LogicDataType
;

interface

uses

  
Winapi
.
Windows
,
 
Winapi
.
Messages
,
 
System
.
SysUtils
,
 
System
.
Variants
,
 
System
.
Classes
,
 
Vcl
.
Graphics
,

  
Vcl
.
Controls
,
 
Vcl
.
Forms
,
 
Vcl
.
Dialogs
;

type

  
TLogicDataTypes
 
=
 
class
(
TForm
)

    
procedure
 
FormShow
(
Sender
:
 
TObject
)
;

  
private

    
{ Private declarations }

  
public

    
{ Public declarations }

  
end
;

var

  
LogicDataTypesForm
:
 
TLogicDataTypes
;

  
a
,
 
b
 
:
 
boolean
;

implementation

{$R *.dfm}

procedure
 
LogicDataTypesForm
.
FormShow
(
Sender
:
 
TObject
)
;

begin

  
a
 
:=
 
true
;

  
b
 
:=
 
false
;

  
Application
.
MessageBox
(
'
''
a
''
 wynosi '
 
+
 
BoolToStr
(
a
)
 
+
 
', 
''
b
''
 wynosi '
 
+
 
BoolToStr
(
b
)
 
+
 
'.'
,
 
'
''
a
''
 i 
''
b
''
!'
)
;

end
;

end
.

```